# IZ (banda)
IZ (hangul: 아이즈; romanización revisada: Aizu; Japonés: アイズ; pronunciado "eyes" en inglés; "aiz" en español)? es una boy band surcoreana formada por Music K Entertainment en 2017. Está compuesta por cuatro integrantes: Jihoo, Woosu, Hyunjun y Junyoung. 
El grupo debutó el 31 de agosto de 2017 con la canción «All You Want», incluida en su primer mini-álbum All You Want. El nombre de su club de fanáticos oficial es ILUV, acrónimo de «Iz Love Until Forever» (Iz Ama Hasta Siempre).

## Historia

### Pre-Debut
El 2 de mayo de 2017 Music K Entertainment publicó la noticia del debut de su primera banda formada por 4 miembros a través de las redes sociales. El nombre del equipo IZ, proviene de «Open Your IZ» (Abre Tus Ojos), ya que la intención de la banda es abrir los corazones y dar visión a las personas con sus colores únicos.
Originalmente Jihoo, el vocalista principal, habría sido el líder. Sin embargo, éste se encontraba muy ocupado y deseaba dedicarse más al entrenamiento de su voz, así que Hyunjun asumió el puesto de líder posteriormente.
Music K Entertainment reveló que la banda se había estado preparando durante alrededor de 2 años y ya había comenzado a promocionarse activamente en varias escuelas, institutos y universidades. Más tarde se daría a conocer que Hyunjun había sido trainee en realidad por tres años.
Cabe destacar que los tres colores representativos de la banda son: azul topacio, verde clover y blanco estrella.

### 2017: Debut con su primer mini-álbum "All You Want"
Finalmente, realizaron su debut el 31 de agosto de 2017, lanzando su álbum "All You Want" en las plataformas musicales. El cual contaba con cinco canciones:
- Prologue: Storm
- All you want (다해)
- «Is you» (너라서)
- «Crush on You» (저격해)
- «You & Me» (너도 나처럼)

De igual manera, publicaron en YouTube el Music Video su canción principal «All You Want», donde se mostraron juguetones y entusiastas con grandes y cálidas sonrisas transmitiendo emoción y ternura al público. Según 1theK, "Esta canción retrata el sentimiento de querer hacer todo por un ser amado. A través de la canción, las personas pueden disfrutar del ritmo colorido de IZ".
Con este álbum demostraron que el contenido de sus letras posee un concepto lírico descriptivo de la belleza y los sentimientos vividos en el inicio del amor y el fin de este.

### 2018: Regreso con su segundo mini-álbum "ANGEL"
Su regreso fue realizado el 2 de mayo de 2018 con su canción principal llamándose con el mismo título «ANGEL». Su segundo mini álbum compuesto por 7 canciones:
- Granulate (새살)"
- "Angel"
- "Ole Ole"
- "Tears (ㅠㅠ (너 없는 하루)"
- "Heartbeat (난리법석이야)"
- "Crush on You (저격해)"
- "Angel (Inst.)"

En la producción musical y escritura de este mini-álbum, contaron con la participación Bang Si-Hyuk "Hitman", fundador, productor y co-CEO de Big Hit Entertainment, y Pdogg Archivado el 11 de diciembre de 2019 en Wayback Machine. y Supreme Boi, productores musicales de dicha empresa. Esta colaboración de Big Hit Ent. junto a IZ, también permitió conocer lazos amistosos con los miembros de la boy band BTS.

### 2019: Regreso con su primer Single "RE:IZ"
El 8 de mayo tanto en Instragram y Twitter se publicaron imágenes con la leyenda "HEAVEN DOOR THE WORLD NEXT". Dos días después se publicó el Tracklist, en el cual se mencionaban 4 canciones y un instrumental de la canción principal. Mientras tanto en Twitter se publicó un vídeo en el cual nos decía el nombre de la canción principal, que es «EDEN».
Tras lanzar el 23 de mayo de 2019 el vídeo musical de la canción principal «EDEN», hubo una fuerte conmoción entre el fandom americano de habla hispana y anglosajona. Todo esto debido a un post en redes sociales que aseguraba que IZ estaba a punto de la desintegración debido a que su empresa estaba en quiebra. Tal noticia conmovió gran parte de la población k-poper de América, llevándolos a conocer a IZ para stanearlos y así evitar la supuesta separación. Meses después se descubriría que aquel post era falso y que MusicK Ent. jamás había anunciado estar en quiebra o que IZ estuviese a punto de la desintegración. Sin embargo, la atención permaneció, colocando a la banda en los ojos de miles de nuevos fanáticos que ahora los apoyan y les brindan su amor. Este suceso incrementó de una manera muy significativa la población del fandom iLuv, sacando así a IZ del anonimato entre muchos de fanáticos del k-pop.
Una semana después, el 3 de junio de 2019, IZ publicaría un segundo MV de su otro tema promocional incluido en su Single-Album "FROM:IZ", llamado «Hello».

### 2019: Regreso con su segundo Single "FROM:IZ"
Debido a la creciente que había en el fandom, llenándose cada vez más de nuevos fanáticos que deseaban conocer más de la banda, el 30 de julio el grupo anunció su regreso con su segundo single "FROM:IZ" con una imagen teaser. El regreso de IZ con su segundo single 'FROM: IZ' estuvo programado para el 21 de agosto a las 6 PM KST, siendo así su segundo comeback en un año. El 15 de agosto revelaron su lista de canciones.
Su single contiene una introducción con más de tres pistas, incluida la canción principal "Final Kiss", así como "Burn" y "Road to the Sun "; de este último cabe destacar que fue escrita y producida por el líder y guitarrista de la banda, HyunJun.
Este Single Album revela una paleta de colores más cálida, fresca y veraniega, con un concepto jovial y divertido, de tonos algo nostálgicos pero animados, enmarcando perfectamente su título principal "Recuerdos Que Te Hacen Sentir Como En Verano". En el videoclip oficial de FINAL KISS, los miembros de la banda se relajan en una piscina, observan juntos el atardecer, disfrutan en una casa de divertidos colores, tienen una sesión de improvisada en la azotea y más.

### 2019: Sello con la discográfica One Asia Music
En septiembre de 2019, poco después de su comeback con "Final Kiss", IZ anunció la expansión de su sello discográfico junto a una productora musical en China llamada One Asia Music. Este contrato le permitiría a dicha empresa publicar nuevamente todos los mini-álbumes y los single álbumes para su venta principalmente en la isla Taiwán y el resto de China, incluyendo un nuevo single album «你眼睛» cuyo tracklist incluye una versión de «Crush on You» cantada en Chino Mandarín.
Gracias a One Asia Music también se llevó a cabo el primer concierto «OPEN YOUR IZ» en territorio no Coreano ni Japonés; ya que el 2 de noviembre de 2019 IZ realizó su show en Taiwán con una buena receptividad por parte de sus fanes en dicha isla.

### 2019: Regreso con su tercer single «Memento» y segunda premiación
Aprovechando la ascendente popularidad del grupo, no estando satisfechos con dos comeback en 2019, decidieron realizar un tercero. Así anunciaron el 18 de noviembre a través de sus redes sociales, prometiendo un nuevo sencillo llamado «Memento», el cual se publicaría el 29 de noviembre de 2019. 
Este sería su comeback más imprevisto pero con mayor apoyo por parte de su creciente fandom, convirtiendo a este MV en el primero de la banda IZ en llegar a más visualizaciones en su canal oficial de YouTube "OFFICIAL IZ" que en el canal de promociones de K-Pop "1theK".
En la misma fecha de estreno del videoclip se llevaron a cabo los Korean Culture Entertainment Awards 2019, que premian y reconocen los esfuerzos de artistas y promotores representantes de Corea. IZ fue invitado y nominado en la categoría "K-Pop Singer", la cual logró ganar enhorabuena, aprovechando la oportunidad para dedicar el premio a iLuv y festejar la publicación de «Memento».

## Integrantes
| Nombre artístico | Nombre artístico | Nombre de nacimiento | Nombre de nacimiento | Fecha de nacimiento                | Posición                                       | Ref   |
| Romanización     | Hangul           | Romanización         | Hangul               | Fecha de nacimiento                | Posición                                       | Ref   |
| ---------------- | ---------------- | -------------------- | -------------------- | ---------------------------------- | ---------------------------------------------- | ----- |
| Jihoo            | 지후             | Im Sujong            | 임수종               | 5 de agosto de 1998 (26 años)      | Vocalista principal, hyung y visual            | [ 4 ] |
| Woosu            | 우수             | Kim Minseok          | 김민석               | 23 de noviembre de 1999 (25 años)  | Baterista, rapero y visual                     | [ 5 ] |
| Hyunjun          | 현준             | Lee Hyunjun          | 이현준               | 21 de diciembre de 1999 (25 años)  | Líder, guitarrista, vocalista y visual         | [ 6 ] |
| Junyoung         | 준영             | Lee Junyoung         | 이준영               | 23 de septiembre de 2000 (24 años) | Bajista, vocalista background, visual y maknae | [ 7 ] |

## Colores oficiales
En el primer aniversario de la banda, 31 de agosto de 2018, se anunció su paleta de colores oficiales.
A través de las redes sociales se publicaron los tres colores representativos de la banda: azul topacio, verde clover y blanco star, los cuales acompañarían a IZ y a su fandom en logotipos y consignas.
Según las breves descripciones de IZ, cada color tiene un significado especial:
- Azul topacio: el nombre "topacio" viene del idioma griego, que significa exploración y simboliza sanación, esperanza y amistad. También representa que IZ supera sus límites, no se rinde, sana corazones y busca cosas nuevas.
- Verde trébol: este es el color clave de IZ. Es la flor de nacimiento que hace referencia a la fecha de debut del grupo el 31 de agosto. También significa suerte, promesa y éxito; representa la suerte que tuvo IZ de que los cuatro miembros se conocieran, la promesa para su fandom de seguir dándoles amor y felicidad, y lo éxitos que vendrán mientras IZ y iLUV permanezcan juntos siendo felices.
- Blanco estrella: representa el color de una estrella cuando brilla intensamente en un cielo oscuro. Simboliza a IZ superando las adversidades por más oscuras que parezcan y se asemeja  a su crecimiento.

## Discografía

### Primer mini-álbum: ALL YOU WANT[8]
| Lanzamiento          | Lista de canciones       | Mini-álbum   |
| -------------------- | ------------------------ | ------------ |
| 31 de agosto de 2017 | «Prologue Storm»         | ALL YOU WANT |
| 31 de agosto de 2017 | «All you want» (다해)    | ALL YOU WANT |
| 31 de agosto de 2017 | «Is you» (너라서)        | ALL YOU WANT |
| 31 de agosto de 2017 | «Crush on You» (저격해)  | ALL YOU WANT |
| 31 de agosto de 2017 | «You & Me» (너도 나처럼) | ALL YOU WANT |

### Segundo mini-álbum: ANGEL[9]
| Lanzamiento       | Lista de canciones         | Mini-álbum |
| ----------------- | -------------------------- | ---------- |
| 1 de mayo de 2018 | «Granulate» (새살)         | Angel      |
| 1 de mayo de 2018 | «ANGEL»                    | Angel      |
| 1 de mayo de 2018 | «Ole Ole»                  | Angel      |
| 1 de mayo de 2018 | «Tears» (너없는하루)       | Angel      |
| 1 de mayo de 2018 | «Heartbeat» (난리법석이야) | Angel      |
| 1 de mayo de 2018 | «Crush on You» (저격해)    | Angel      |
| 1 de mayo de 2018 | «ANGEL (Inst.)»            | Angel      |

### Primer Single Album: RE:IZ[10]
| Lanzamiento        | Lista de canciones     | Single-album |
| ------------------ | ---------------------- | ------------ |
| 23 de mayo de 2019 | «Intro» (날개)         | RE:IZ        |
| 23 de mayo de 2019 | «EDEN» (에덴)          | RE:IZ        |
| 23 de mayo de 2019 | «Hello» (안녕)         | RE:IZ        |
| 23 de mayo de 2019 | «EDEN (Inst.)» (에덴)  | RE:IZ        |
| 23 de mayo de 2019 | «Hello (Inst.)» (안녕) | RE:IZ        |

### Segundo Single Album: FROM:IZ
| Lanzamiento          | Lista de canciones                                 | Single-album |
| -------------------- | -------------------------------------------------- | ------------ |
| 21 de agosto de 2019 | «Intro: Lovers»                                    | FROM:IZ      |
| 21 de agosto de 2019 | «FINAL KISS» (너와의 추억은 항상 여름같아)         | FROM:IZ      |
| 21 de agosto de 2019 | «BURN»                                             | FROM:IZ      |
| 21 de agosto de 2019 | «Road to the Sun» (구름의 속도)                    | FROM:IZ      |
| 21 de agosto de 2019 | «FINAL KISS (Inst.)» (너와의 추억은 항상 여름같아) | FROM:IZ      |

### Tercer Single Album: Memento
| Lanzamiento             | Lista de canciones         | Single-album |
| ----------------------- | -------------------------- | ------------ |
| 29 de noviembre de 2019 | «Memento» (메멘토)         | Memento      |
| 29 de noviembre de 2019 | «Memento (Inst.)» (메멘토) | Memento      |

## Premios

### Soribada Best K-Music Awards
| Año  | Categoría               | Trabajo | Resultado |
| ---- | ----------------------- | ------- | --------- |
| 2019 | New Hallyu Rookie Award | IZ      | Ganadores |

### Korean Culture Entertainment Awards
| Año  | Categoría    | Trabajo | Resultado | Ref.   |
| ---- | ------------ | ------- | --------- | ------ |
| 2019 | K-Pop Singer | IZ      | Ganadores | [ 11 ] |